# 윤주련
윤주련(1982년 8월 2일 ~ )은 대한민국의 배우이다. 2008년 5월 김진표와 결혼하면서 배우 활동을 중단했다.

## 출연작

### 영화
- 권순분 여사 납치사건 (2007년)
- 우리들의 행복한 시간 (2006년)
- 연애술사 (2005년)

### 드라마
- 드라마시티 (KBS 2TV)
- 이브의 화원 (SBS)
- MBC 베스트극장 (MBC)

### 예능
- MBC 목표달성! 토요일 애정만세 2기 (2002년)